# Brachypremna uniformis
Brachypremna uniformis är en tvåvingeart som beskrevs av Alexander 1920. Brachypremna uniformis ingår i släktet Brachypremna och familjen storharkrankar. Inga underarter finns listade i Catalogue of Life.